# Гусениця

Гусінь

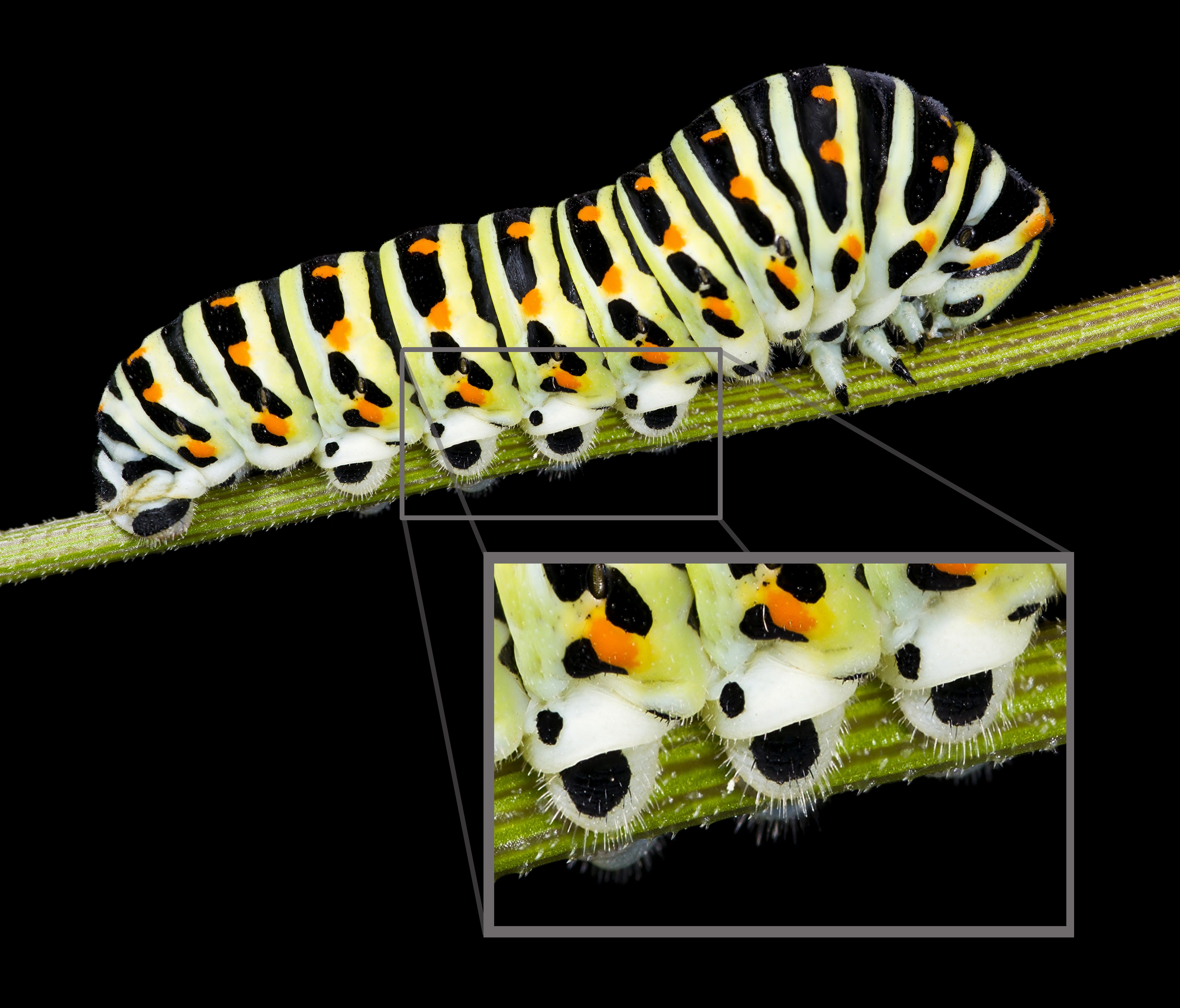
Несправжні ніжки Papilio machaon

Гусениця, гусінь (лат. eruca) — личинка лускокрилих. Розміри від кількох міліметрів (у деяких молей) до 12 сантиметрів. Тіло складається з голови, трьох грудних та десяти черевцевих сегментів. Ротовий апарат гризучого типу. Мають три пари грудних ніг (як і всі комахи) та від двох до п'яти пар черевцевих несправжніх ніг (у більшості видів — п'ять).
Гусениця інтенсивно живиться, запасаючи поживні речовини для наступного розвитку, росте і після кількох линьок (здебільшого чотирьох) перетворюється на лялечку. Стадія гусениці триває від кількох діб до двох років залежно від виду.
Гусениці переважно рослиноїдні (фітофаги), але є кератофаги, хижаки, паразити.
Деякі гусениці ведуть вільний спосіб життя, інші прихований. Переважна більшість гусениць мають маскуюче забарвлення та форму, деякі гусениці — яскраві та строкаті, що вказує на їх отруйність (наприклад, в гемолімфі строкаток знайдено синильну кислоту у вільному стані).
Гусениці родини Eupterotidae мігрують на великі відстані у пошуках їжі.
Гусениці деяких видів шовкопрядів є об'єктами шовківництва.

## Галерея

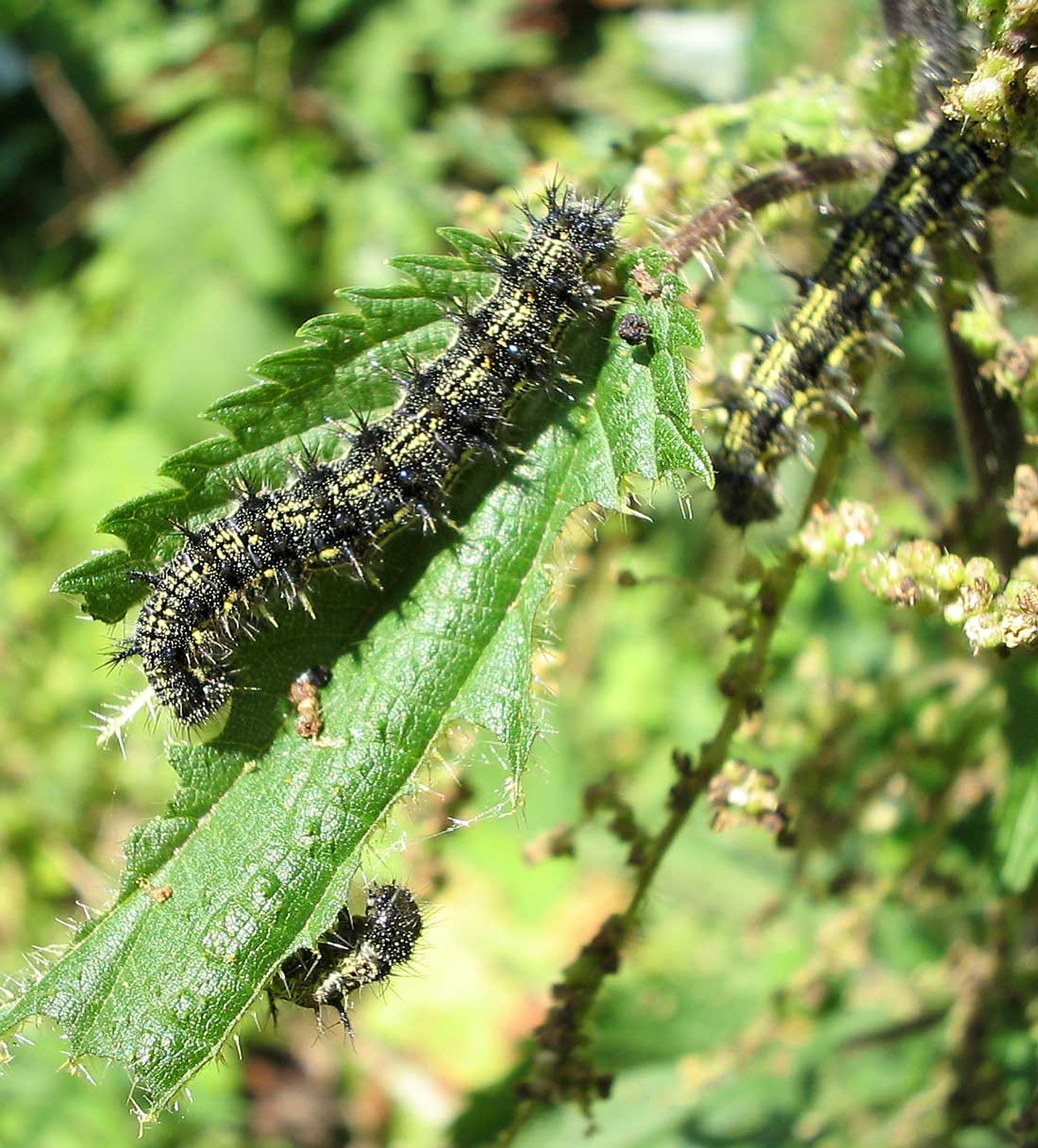
Гусениця сонцевика кропив'яного (Aglais urticae)
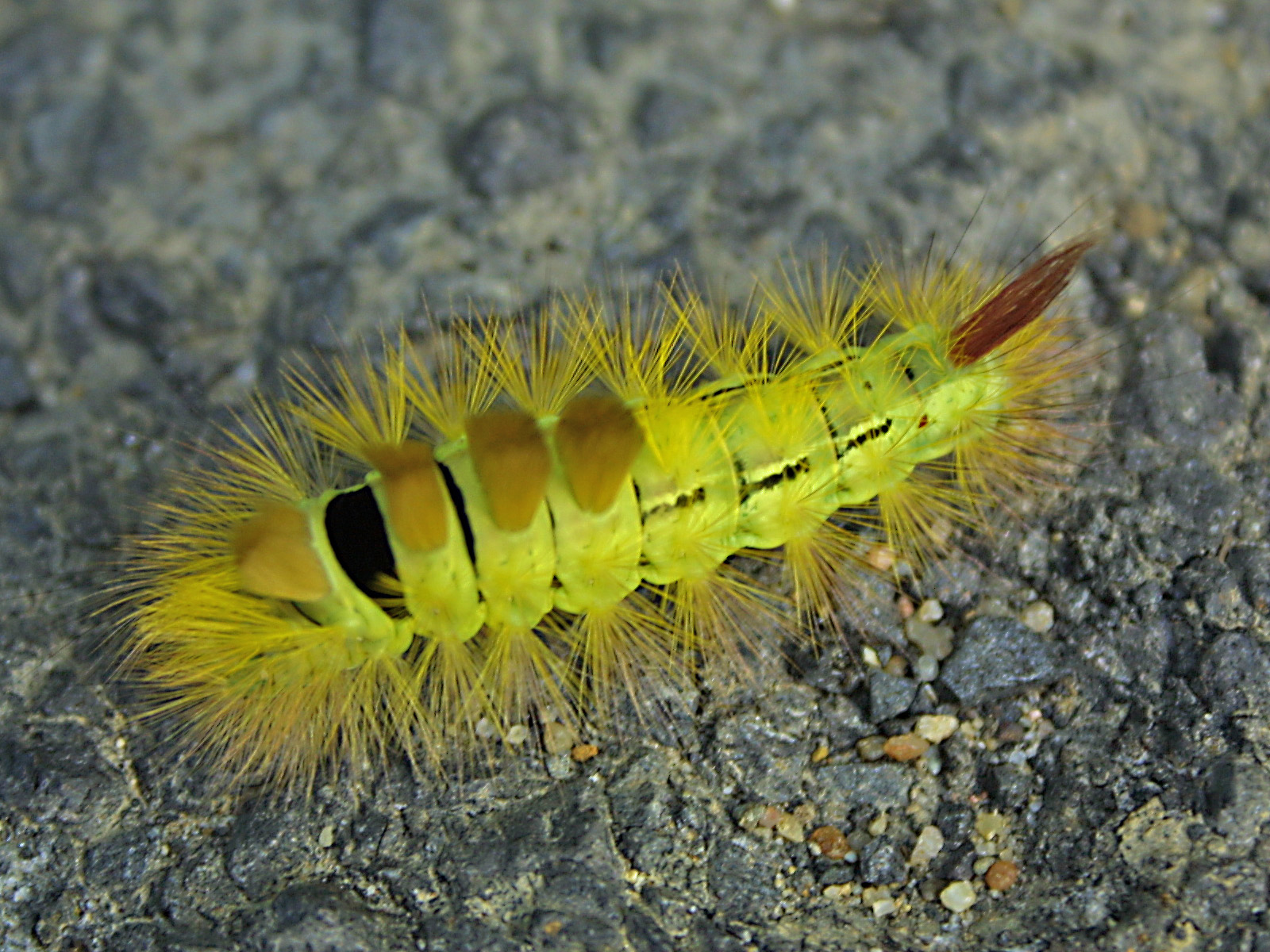
Гусениця Calliteara pudibunda
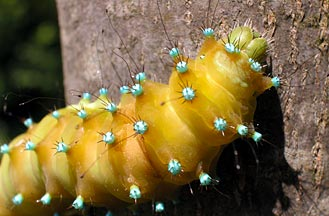
Гусениця сатурнії великої (Saturnia pyri) [Архівовано 8 грудня 2010 у Wayback Machine.]
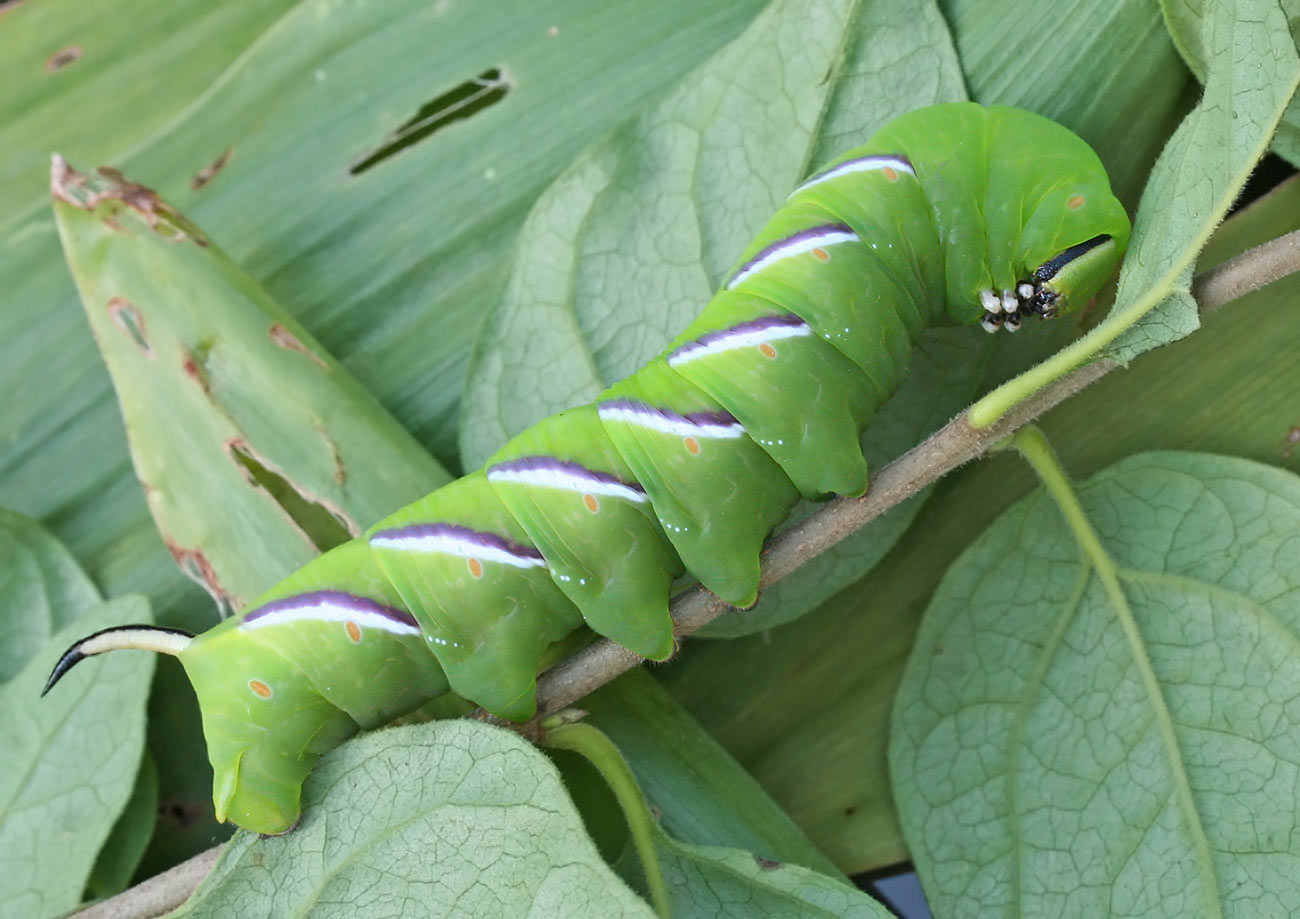
Бражник бузковий (Sphinx ligustri)